# Franz Koglmann

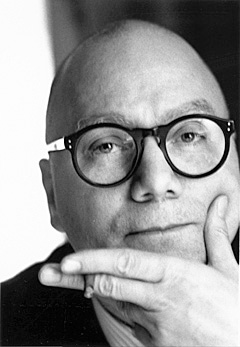
Franz Koglmann

Franz Koglmann (né en 1947 à Vienne (Autriche)) est un trompettiste et compositeur de jazz autrichien. Koglmann a joué ou enregistré avec une série de musiciens, comme Lee Konitz, Paul Bley, Georg Gräwe, Andrea Centazzo, Theo Jörgensmann, Wolfgang Reisinger, Enrico Rava, Yitzhak Yedid, John Lindberg et beaucoup d'autres. 